# Sericulus
Sericulus es un género de aves paseriformes perteneciente a la familia de Ptilonorhynchidae. Contiene cuatro especies de pergoleros que habitan en Nueva Guinea y el este de Australia.

## Especies
Las cuatro especies del género son:
- Sericulus aureus - pergolero áureo;
- Sericulus ardens - pergolero flamígero
- Sericulus bakeri -  pergolero de los Adelbert;
- Sericulus chrysocephalus - pergolero regente.